# Leszek Roszkowski
Leszek Roszkowski (ur. 28 marca 1956 w Łapach) – polski fizyk teoretyk, profesor doktor habilitowany nauk fizycznych, specjalista w zakresie fizyki, astrofizyki i kosmologii cząstek elementarnych, w szczególności bozonu Higgsa, tak zwanej „nowej fizyki” i ciemnej materii we Wszechświecie.

## Stopnie naukowe
- W roku 1981 ukończył studia na Wydziale Fizyki Uniwersytetu Warszawskiego w dziedzinie teorii cząstek elementarnych.
- Pracę doktorską pod tytułem „Higgs bosons from superstrings” obronił na Wydziale Fizyki Uniwersytetu Kalifornijskiego w Davis w 1987 roku.
- W 1993 roku otrzymał stopień naukowy doktora habilitowanego na Uniwersytecie Jagiellońskim.
- W 2012 roku został mianowany profesorem.

## Zainteresowania badawcze
1. Ciemna materia we Wszechświecie
2. Cząstki elementarne jako rozwiązania zagadki ciemnej materii
3. Modele „nowej fizyki” poza Modelem Standardowym
4. Modele supersymetryczne i metody ich eksperymentalnego testowania
5. Bozony Higgsa w modelach supersymetrycznych
6. Anomalny moment magnetyczny mionu.

## Życiorys naukowy
Po stażach naukowych w CERN i w USA był zatrudniony na Uniwersytecie w Lancaster i jako profesor na Uniwersytecie w Sheffield w Wielkiej Brytanii. W 2011 r. wrócił na stałe do Polski jako laureat grantu Welcome Fundacji na Rzecz Nauki Polskiej, w ramach którego stworzył Grupę Teorii Cząstek w Narodowym Centrum Badań Jądrowych. Od 1 lipca 2018 r. jest kierownikiem projektu Międzynarodowa Agenda Badawcza, AstroCeNT – Centrum Naukowo-Technologiczne Astrofizyki Cząstek realizowanego w Centrum Astronomicznym im. M. Kopernika PAN, gdzie jest również liderem grupy astrofizyki cząstek badającej m.in. ciemną materię.
Jest inicjatorem i przewodniczącym komitetu sterującego międzynarodowej serii konferencji COSMO. Był organizatorem jej 1. edycji w Ambleside w Wielkiej Brytanii i 19. edycji w Warszawie w roku 2015.
Piastuje obecnie funkcję przewodniczącego Krajowej Rady Astrofizyki Cząstek w Polsce oraz reprezentanta Polski w Zgromadzeniu Ogólnym APPEC, Europejskiego Konsorcjum Astrofizyki Cząstek.
Jest wybitnym specjalistą i ma znaczący wkład w badania dotyczące ciemnej materii we Wszechświecie oraz jej związków z dziedziną cząstek elementarnych. Jest autorem bądź współautorem ponad 100 publikacji w czasopismach naukowych o zasięgu międzynarodowym w tym szeregu prac przeglądowych opublikowanych w Physics Reports i Reports on Progress in Physics.

## Przynależność do stowarzyszeń naukowych
Jest członkiem:
- Europejskiej Akademii Nauk i Sztuk Pięknych (EASA)[7][8]
- Stowarzyszenia Naukowców Katolickich[9][10].
- Polskiego Towarzystwa Fizycznego
- Akademii Kopernikańskiej